# Kamala Markandaya
Kamala Markandaya (1924 — 16 de maio de 2004) foi um pseudónimo usado por Kamala Purnaiya Taylor, uma romancista e jornalista indiana. Nativa de Mysore, Índia, Markandaya formou-se na Universidade de Madras, e mais tarde publicou diversas contos em jornais indianos. Depois de a Índia ter declarado a sua independência, Markandaya mudou-se para o Reino Unido, apesar de se classificar como uma expatriada indiana muitos anos após esse acontecimento.
Conhecida por escrever sobre conflitos culturais entre as sociedades urbanas e rurais indianas, o primeiro romance publicado de Markandaya, Nectar in a Sieve, foi um best-seller, tendo sido nomeado como American Library Association Notable Book em 1955. Outros romances incluem Some Inner Fury (1955), A Silence of Desire (1960), Possession (1963), A Handful of Rice (1966), The Nowhere Man (1972), Two Virgins (1973), The Golden Honeycomb (1977) e Pleasure City (1982/1983).
Markandaya faleceu a 16 de maio de 2004.

## Obras
- Bombay Tiger (póstumo) 2008
- Shalimar (editora britânica Pleasure City)  1982
- The Golden Honeycomb 1977
- Two Virgins  1973
- The Nowhere Man 1972
- The Coffer Dams 1969
- A Handful of Rice 1966
- Possession; a novel 1963
- Um silêncio de desejo - no original A Silence of Desire 1960
- Um íntimo furor - no original Some Inner Fury 1956
- Trabalho sem esperança - no original Nectar in a Sieve 1955

## Crítica literária
- Almeida, Rochelle. Originality and Imitation: Indianness in the Novels of Kamala Markandaya. Jaipur: Rawat Publications, 2000.
- Jha, Rekha. The Novels of Kamala Markandaya and Ruth Prawer Jhabvala: A Study in East-West Encounter. New Delhi: Prestige Books, 1990.
- Joseph, Margaret P.  Kamala Markandaya, Indian Writers Series, N. Delhi: Arnold-Heinemann, 1980.
- Krishna Rao, A. V. The Indo-Anglian Novel and Changing Tradition: A Study of the Novels of Mulk Raj Anad, Kamala Markandaya, R.K. Narayan, Raja Rao, 1930-64.  Mysore: 1972.
- Parameswaran, Uma. Kamala Markandaya. Jaipur: Rawat Publications, 2000.
- Shrivastava, Manish. "Conflicts of Sensibility in Kamala Markandaya's A Silence of Desire". Synthesis: Indian Journal of English Literature and Language. vol.1, no.1.
- Singh, Indu. "The Feminist Approach in Kamala Markandaya's Novels with Special Reference to Nectar in a Sieve", Synthesis: Indian Journal of English Literature and Language, vol.1, no.1.